# Нью-Инн (Голуэй)
Нью-Инн (англ. New Inn; ирл. An Cnoc Breac / An Dromainn) — деревня в Ирландии, находится в графстве Голуэй (провинция Коннахт).